# Clément Pansaers
Clément Pansaers, né le 1er mai 1885 à Neerwinden et mort le 31 octobre 1922 à Bruxelles, est un artiste polyvalent belge, d'origine flamande mais d’expression essentiellement française, ayant exercé son talent à la fois dans la peinture, la gravure, la sculpture et, surtout, la poésie. Il aurait aussi publié quelques nouvelles en néerlandais, sous le pseudonyme de Julius Krekel. 

## Pansaers etDadaisme
Bien que Clément Pansaers soit souvent considéré comme le principal représentant du mouvement Dada en Belgique, cette image n'est pas vraiment exacte[réf. nécessaire]. Après l'échec d'un projet de manifestation Dada à Bruxelles, Pansaers a renoncé à représenter Dada dans son pays natal qu'il a fui pour intégrer le groupe Dada à Paris. À cette occasion, il se lie d'amitié avec James Joyce et Ezra Pound. Il fait partie des dadaïstes qui n'ont pas subi l'influence de Tristan Tzara qu'il connaîtra alors que son œuvre est bien établie. Clément Pansaers a rallié Dada lors de son séjour chez son ami Carl Einstein à Berlin en 1919 (lettre à Tristan Tzara). Ses textes révèlent toutefois un génie inventif personnel qui a contribué à irriguer ce mouvement luxuriant[réf. nécessaire].

## Biographie
Destiné aux ordres par ses parents dès l'âge de dix ans, Clément Pansaers quitte le séminaire le jour de son vingt-et-unième anniversaire, refusant d'être ordonné sous-diacre. Dans un texte autobiographique, il commente ainsi les conséquences de son choix : « Ma mère, bigote accomplie, voulut dans le temps, faire de moi un abbé. Elle m'avait offert à son seigneur, sans me demander mon avis, et je me laissai faire, qui sait pour racheter quel péché abominable. [...] Ma mère m'envoya aussitôt sa bulle d'excommunication et défense formelle de rentrer à tout jamais chez elle. Je ne fus plus son fils et là-dessus je tombai dans la vie comme dans le vide. » 
Dans l'année qui suit, en octobre 1907, Clément Pansaers épouse Marie Robbeets. De mai 1913 à septembre 1914, il travaille à la Bibliothèque royale de Belgique. Fasciné par le pharaon poète Akhénaton qu'il considère comme un héros romantique et à qui il consacrera un article paru en 1921, il abandonne rapidement son métier de bibliothécaire et commence à écrire de la poésie en 1916 : « C'est en 1916 après six mois de méditation sur un aveugle mur blanc — que je saisis le véritable sens de la vie — je répète que je suis donc né en 1916 […] - que dans la vie n'est intéressante que la fantaisie chevauchant le hasard […]. Il dira avoir commencé à cette époque à faire de la sculpture « genre Archipenko ». Éclectique et érudit, il s'intéresse aux œuvres de Sigmund Freud, au taoïsme et à la culture germanique, notamment à l'expressionnisme allemand, alors en plein développement, qu'il contribue à faire connaître en Belgique. C'est en effet au cours de cette période, au beau milieu de la Première Guerre mondiale, qu’il rencontre à Bruxelles Carl Einstein, un écrivain et critique allemand, proche du cubisme, qu’il admire et dont il devient l'un des proches, d’autant que les deux hommes partagent les mêmes convictions politiques libertaires, ainsi qu’une passion pour la civilisation et les arts africains. Carl Einstein joue un rôle déterminant dans le soulèvement des soldats-ouvriers allemands à Bruxelles contre leurs chefs.
En 1917, en collaboration avec d'autres membres du cercle des avant-gardistes de Bruxelles, il fonde la revue Résurrection qui publie, en plus de gravures de Pansaers, des textes de, notamment, Carl Einstein, Pierre Jean Jouve, Charles Vildrac et Franz Werfel, et qui, dans le cadre de la Belgique occupée, prend des positions internationalistes et antimilitaristes. La revue arrêtera sa parution en 1918 après six numéros. Pourtant, les idées de Clément Pansaers lui vaudront aussi d'être traqué par les autorités belges, d’autant qu’il est soupçonné d'avoir eu au cours de la guerre des vues fédéralistes et des sympathies pour certains amis écrivains allemands, du fait de son amitié avec Carl Einstein, et pour avoir donné des leçons aux enfants de l'écrivain Carl Sternheim. Pansaers écrira en 1921 : « Plus tard, "mes fantaisies" furent dénommées bolcheviques et me valurent une perquisition — gendarmes et soldats, baïonnettes au canon — et une surveillance serrée de la part de la police secrète, pour devenir finalement dadaïstes ». Clément Pansaers est de fait fondamentalement pacifiste et internationaliste : « Je suis le frère en Dieu de tout ce qui vit, et le concitoyen de tout ce qui habite le grand hôtel de l'Univers » dira-t-il en citant Flaubert, ajoutant que « nous désirons ardemment la réconciliation [et] excluons le vocable race puisque [...] ce mot n'a pas de sens pour l'Europe. Et nous travaillons à la confraternité de l'humanité ». Toujours en 1921, il écrira aussi, non sans amertume : « Que sais-je, si j’avais été d'un autre pays, peut-être eussé-je été nationaliste, mais nationaliste belge. Il n'y a pas de mot plus ridicule que le mot belge. Observez la figure d’un enfant qui ne l'a jamais entendu, et dites belge. Il rit, il rit aux éclats. Je parie tout ce qu’on veut qu'il rit. »

Dès début 1917, Clément Pansaers écrit L'Apologie de la paresse dont un extrait paraît, en mai 1920, dans la revue Haro, mais qui ne sera publié intégralement par les Éditions Ça Ira ! de Paul Neuhuys qu’en juillet 1921, mois où naît son fils, Ananga. Dans cette apologie, se mêlent lyrisme iconoclaste, érotisme noir et terminologie savante : autant d’éléments qui préfigurent la parenté de Pansaers avec les Dadas. C’est en 1919, alors qu’il demeure à Berlin chez Carl Einstein, que Pansaers découvre l'existence du mouvement Dada, par le biais d’une revue anglaise, Infinito. Le 8 décembre 1919, il adresse à Tristan Tzara une lettre et une collaboration à la revue Dada, « qui d'après ce que j'ai pu comprendre par quelques lignes de mauvaise critique, s'apparente avec ma conception poétique et artistique », écrit-il. Pansaers devient dès lors l’un des nombreux « Présidents Dada ». 

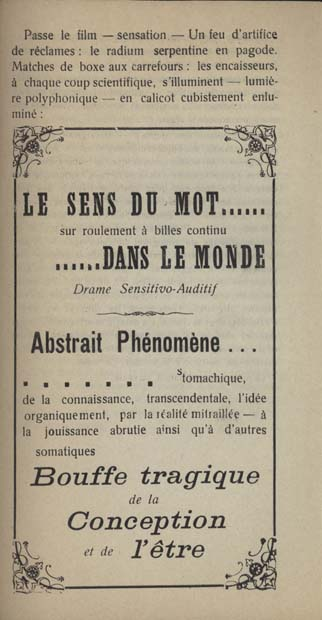
Le Pan-pan au cul du nu nègre : édition originale, page 13.

Cette même année, il publie dans la revue Les Humbles un article intitulé Orangoutangisme, dans lequel il montre à quel point sa fantaisie ne le dispense pas d’un esprit de grande clairvoyance et de juste analyse : « La guerre n’a donc pas assez massacré, puisque l’après-guerre organise méthodiquement le commerce du massacre. L’industrie de l’idée est systématisée. Le commerce de la parole en est le succédané. Les utilitaires égoïsmes intéressés innovent de nouvelles sinécures. Existent les commis voyageurs de la confraternité comme les communistes de carrière, qui exploitent la masse imbécile. [...] Le chaos n’est pas né de la guerre. Du chaos de l’avant-guerre naquit la muflerie de la spécialisation, qui enfanta, en séries, les abstractions telles que : jésuitisme, industrialisme, intellectualisme et mille autres idéologismes corrupteurs. [...] Fallait-il que cette succession d’idéologies, avec leurs multiples subdivisions de logique, critique, psychologique, artistique et autres morales scientifiques pour déterminer la place du ventre dans ce monde. [...] Toute révolte avorte dans l’abondance. »
En août 1920, Clément Pansaers rencontre Francis Picabia à Paris : il lui soumet rapidement un projet de manifestation Dada à Bruxelles, ainsi que le projet d’une maison d’édition dadaïste, l’objectif pour Pansaers étant de concrétiser un organe qui réunirait autour de lui les artistes européens, un « groupement des éléments intéressés et intéressants — participant par cotisations régulières ». Ces deux projets n’aboutiront pas en raison, pour l’un, des interminables discussions qui divisent les Dadas parisiens sur le fait de savoir qui inviter et qui écarter de cette manifestation bruxelloise et, pour l’autre, de leur incapacité à se fédérer dans un but purement artistique. 
Cette même année, Pansaers publie à 515 exemplaires Le Pan-pan au cul du nu nègre, une œuvre raciste, exubérante, riche de sens et de doubles sens, qui lui vaut à l’époque d’être comparé à James Joyce, qui voue d’ailleurs à Pansaers une grande estime. Le titre lui-même joue sur les mots : « le pan-pan », qui était une danse en vogue au début du XXe siècle, est en fait le titre de la seconde partie du livre, placée à la suite (« au cul ») de la première partie, intitulée « le nu nègre ».
Début 1921, Pansaers fait partie des signataires du tract « Dada soulève tout », rédigé à l'occasion de et contre la conférence sur le « tactilisme » donnée par le poète futuriste italien Filipo Marinetti au Théâtre de l'Œuvre à Paris, les dadaïstes tenant à se démarquer du futurisme italien aux yeux du public. 

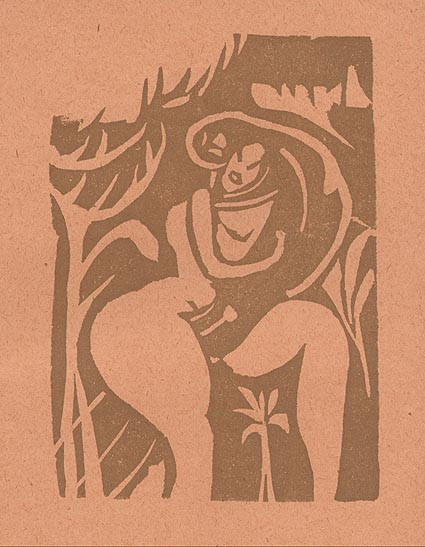
Gravure de Clément Pansaers, illustrant son ouvrage Bar Nicanor (portrait de Crotte de Bique et de Couillandouille par eux-mêmes)

Il rejoint officiellement le groupe des Dadas parisiens en avril 1921, deux mois après la sortie de Bar Nicanor, avec un portrait de Crotte de Bique et de Couillandouille par eux-mêmes, publié le 15 février 1921 aux éditions A.I.O de Bruxelles. Tiré à 305 exemplaires, ce mince volume d’une cinquantaine de pages est imprimé en caractères sépia sur papier orange. Le soin tout particulier apporté à la forme — mise en page en étroites colonnes de texte réparties à gauche, à droite ou au centre des folios et expérimentations typographiques nombreuses — font de cet ouvrage l’une des publications Dada les plus singulières. Le style de Bar Nicanor s’apparente à de l’écriture automatique mais la liberté stylistique apparaît néanmoins comme extrêmement maîtrisée.
Fin avril 1921, Clément Pansaers s’installe à Paris, très peu de temps avant qu’éclate l’« affaire du portefeuille » : le 25 avril 1921, réuni au café Certà, comme à son habitude, le groupe des Dadas parisiens découvre un portefeuille oublié par le garçon de café et l’accapare. Suivent des discussions sans fin, Breton souhaitant garder l'argent pour lui, prétextant des frais engagés personnellement au nom de Dada, Tzara proposant de tirer à la courte paille, Éluard et Clément Pansaers voulant le rapporter à son propriétaire – ce qui sera fait en catimini ; il s’ensuivra une brouille de plusieurs mois entre Breton et Éluard. Cette affaire va diviser les Dadas parisiens et contribuer à la déliquescence de leur mouvement, puisqu’elle sera l’événement déclencheur de l’éclatement du groupe. En juillet, Pansaers publie dans Le Pilhaou Thibaou, une revue dirigée par Picabia, Une bombe déconfiture aux îles sous le vent, un texte dans lequel il décrit Breton comme un « professeur platonicien — gonflé au pourpre violet de l’excommunication ». Il est en somme le premier, à partir de l'incident du portefeuille, à dénoncer l'autoritarisme de Breton. Concernant une exposition Max Ernst organisée à la librairie du Sans-Pareil, il se demande si c'est « […] par simple fumisterie que les Dadaïstes français ont […] montré l'œuvre de l'Allemand Max Ernst, en l'annonçant comme un phénomène et la révélation de la peinture nouvelle de demain, alors qu'il ne s'agissait en réalité, […] que de la formule étayée à l'excès et déjà longtemps démodée ? »
Depuis peu, Clément Pansaers va mal, se plaignant auprès de ses correspondants d’un mauvais état de santé et d’un « moral lamentable ». Il travaille néanmoins sur un nouveau projet, qui verra le jour en novembre 1921 : un numéro spécial de la revue Ça Ira !, qu’il réalise en collaboration avec Picabia, sous le titre Dada, sa naissance, sa vie, sa mort, auquel collaborent Céline Arnauld, Jean Crotti, Paul Éluard, Pierre de Massot, Benjamin Péret, Ezra Pound et Georges Ribemont-Dessaignes. Pansaers y fait le bilan du mouvement Dada : « À plusieurs dadaïstes manquait certainement un critérium clair et net. Ne sachant pas très bien ce qu’ils voulaient, ils étaient entraînés dans le courant, qui essaya de rétablir l’ancien équilibre de 1914. Ils proclamaient la négation et passant à l’affirmation pour eux-mêmes, ils le faisaient à la remorque de Gide ou vaguement de Stéphane Mallarmé. Dada n’était plus, en dernière analyse, que Tam-Tam-Réclame ». Ce numéro déplaît assez vivement à Tzara qui ne s'est jamais entendu avec Clément Pansaers, semble-t-il, alors que Aragon, Breton et Picabia l'accueillirent avec chaleur. 
Parallèlement, il commence la rédaction d’une étude sur le philosophe chinois Tchouang-Tseu, déclarant qu’il trouve dans le taoïsme, et non dans le dadaïsme, le moteur de son œuvre, comme il s’en explique à son médecin bruxellois, le docteur Willy Schuermans : « C’est de Tchouang-Tsi que je tiens partiellement mes principes — d’alogique, annulant complètement la logique, la psychologie, etc. des philosophies occidentales — et que j’applique dans mes romans et autres essais — et qu’on range parmi le Dada — alors qu’en réalité beaucoup des Dadas n’ont aucun critérium personnel — si ce n’est la réclame ! »
Clément Pansaers décède le 31 octobre 1922, à l’âge de trente-sept ans, de la maladie de Hodgkin. Dans son Projet d'histoire littéraire contemporaine écrit en 1923, publié en 1994 par Marc Dachy, Aragon dira de lui : « Je ne l'ai connu [...] que déjà le fantôme de lui-même, amaigri, pâle, ne supportant plus l'alcool dont il avait si terriblement abusé, obligé de se coucher tôt, toussant presque toujours, hanté par l'idée des médecins et de la médecine, auxquels il avait peu à peu emprunté un vocabulaire étendu, qu'il ne maniait point au hasard [...] Il riait d'une façon inquiétante. Et ses mains maigres étaient chargées de bagues du goût le plus atroce et le plus grinçant. Dans la cravate vive, il y avait un masque d'ivoire japonais qui semblait la caricature de Pansaers lui-même. Il portait des lunettes d'or. Son aspect était inexplicablement scandaleux. Son accent belge abominable. Tout cela n'était pas sans beauté. »

## Œuvres
L'ensemble des textes dada de Clément Pansaers a été établi et publié en 1986 par Marc Dachy aux éditions Champ Libre / Gérard Lebovici. Certains ont été réédités ultérieurement en fac-similé par les éditions Devillez tandis que ses principaux recueils ont été repris par les Éditions Allia en 2005 à l'occasion de l'exposition « Dada » du Centre Pompidou. Une page écrite par Yves Peyré a paru sur Pansaers dans le catalogue de cette exposition. Un numéro spécial de la revue Plein Chant a été consacré à Pansaers en 1988 par Marc Dachy qui y a réuni nombre de témoignages, en particulier ceux de Fernand Wesly et Paul Neuhuys.

### Textes
- Novénaire de l'attente, 1917, publié dans la revue Résurrection en 1918. Editions du Chemin de fer, 2012. Postface de Fabrice Lefaix.
- L'Apologie de la paresse, 1917, éditions Ça Ira !, Anvers, 1921. Éditions Allia, Paris, 1996  (ISBN 9791030408355).
- Le Pan-Pan au cul du nu nègre, Alde, coll. AIO, Bruxelles, mai 1920 ; repris sous le titre Bar Nicanor et autres textes dada, Champ Libre, Paris, 1986 ; reprint fac-similé par Didier Devillez, Bruxelles, 2002. Réédition Allia 2005  (ISBN 2844851967).
- Orangoutangisme, in Les Humbles, cahier n° 8, décembre 1919. Réédition du texte aux éditions Mélanges[19], Toulouse, 2005
- Bar Nicanor, avec un portrait de Crotte de Bique et de Couillandouille par eux-mêmes, Alde, coll. AIO, Bruxelles, février 1921 ; reprint fac-similé par Didier Devillez, Bruxelles, 2002. Réédition Allia 2005  (ISBN 2844851959).
- Une bombe déconfiture aux îles sous le vent, juillet 1921[20]
- Point d'orgue programmatique pour jeune orang-outang, 20 mars 1921, manuscrit cousu à la main, avec une gouache en frontispice[21]
- « Les Saltimbanques. Comédie du Polyèdre pour marionnettes vivantes », dans Résurrection, année 2, 1918, no 5, p. 165-171[22]; rééd. Bruxelles, Éd. Chemins & Ruines, 2009 (ISBN 978-2-9531287-2-7).

### Correspondance
- Sur un aveugle mur blanc et autres textes. Lettres à Tzara, Picabia et Van Essche, édition établie par Marc Dachy, Transédition, Paris, 1972

### Sculpture
- Le Chat, 1916[23]

### Publications
- André Blavier, « Parade pour Picabia /Pansaers », in Temps mêlés, no 31-32, Verviers, 1958
- Marc Dachy, Archives Dada. Chroniques, Hazan, Paris, 2005,  (ISBN 2754100091), pp. 314 à 319, avec la reproduction d'une photographie de Pansaers dédicacée à André Breton, le 23 juillet 1920
- Édouard Jaguer, « Meeting pansaerien », in Phases, no 1, 1954
- Marcel Lecomte, « Sur Clément Pansaers », in Synthèses, no 161, octobre 1959
- Marcel Lecomte, Le Suspens, Mercure de France, 1971
- Paul Neuhuys, « La Cathédrale Dada », in Mémoires à dada, Bruxelles, Le Cri, Les Évadés de l'Oubli, 1996
- Rossano Rossi, « L'Éternel Retour du Pan-Pan au cul », in Textyles[24], n° 8, novembre 1991, pp. 29-37
- Dada, catalogue de l'exposition présentée au Centre Pompidou (oct. 2005-jan. 2006), éditions du Centre Pompidou, Paris, 2005, article d'Yves Peyré, pp. 762 à 765
- Marc Danval, Robert Goffin, avocat, poète et homme de jazz, le carré Gomand, 2014, page 177

### Revues
- Ça Ira !, collection complète (1920-1923), réédition par Jacques Antoine, 1973, préface de Paul Neuhuys
- Résurrection, cahiers mensuels littéraires illustrés, collection complète (1917-1918), réédition par Jacques Antoine, 1974, préface de Marc Dachy
- Plein Chant, printemps 1988, n° 39-40, consacré à Clément Pansaers, sous la direction de Marc Dachy, qui propose, entre autres, les témoignages de Paul Neuhuys et Fernand Wesly

### Document sonore
- Dada, Pansaers et Correspondance. Volume 1 (1917-1926), disque compact, éd. Guy-Marc Hinant, Sub Rosa, 2005 : collection d’archives sonores sur l’avant-garde en Belgique, comprenant des témoignages sur Clément Pansaers de son fils, Clément Pansaers Junior, et aussi de Louis Aragon, Pierre Bourgeois, Paul Neuhuys, Pascal Pia et Philippe Soupault